# 大草原の小さな町
『大草原の小さな町』（だいそうげんのちいさなまち、Little Town on the Prairie）は、ローラ・インガルス・ワイルダーによって書かれ、1941年に出版された自伝的児童小説で、彼女の『小さな家』シリーズ9冊のうちの 7冊目である。舞台はサウスダコタ州デ・スメットである。1881年、長い冬が終わった春に始まり、ローラが学校の先生になり、姉のメアリーがアイオワ州ビントンの盲学校の寄宿舎に入ることになる。この作品は、15歳のローラが家の外で初めて有給の仕事をしたことと、彼女が学校に通った最後の期間についての物語である。小説の終わりに、彼女は教師の免許状を受け取り、19km (12 マイル) 離れたブリュースター居住地で教師として雇用されることになる。
この小説は1942年にニューベリー・オナーブックとなり、『小さな家』の4冊目から8冊目まではすべて1938年から1944年にかけて発行された。

## あらすじ
小説は、長い冬の後の1881年5月に始まる。インガルス一家の権利の主張に従い、父親は家族の換金作物となるトウモロコシとオーツ麦の植え付けを始め、その後、所有権を主張する小屋を増築し、小さな寝室を２つ作る。一方、母親は新しい菜園の植え付けを始め、メアリー、ローラ、キャリーは農場での雑用や家事を喜んで手伝い、末の妹グレースの世話をする。ジリスがお父さんのトウモロコシの種子を食べ始め、ネズミが寝ている間に父親の髪の毛を噛み切ったので、家族は猫を飼うことにした。猫は、生後わずか5週間で母親から引き取られたにもかかわらず、すぐに熟練したハンターであることを証明してみせた。
ある日の夕食時、父親はローラに町でシャツを縫うのを手伝う仕事を引き受けないかと尋ねる。新たに町に到着する人々が急増して、このようなサービスの必要になってきたのだ。彼女はこういう仕事が嫌いだが、そのお金で姉のメアリーをアイオワ州の盲学校に通わせることができるので、仕事を引き受ける。町の男たちの何人かは競馬を考えだし、ローラの将来の夫であるアルマンゾ・ワイルダーは、兄の重い行商人のワゴンにモーガンの馬２頭をつないでバギーレースで優勝した。インガルス家の農場では、トウモロコシとオーツ麦の作物が順調に育っており、父親は秋にメアリーが盲学校（原文はcollege、高校相当）に入学するための資金としてそれらを売る計画を立てていたが、クロウタドリが舞い降りて両方とも壊滅させた。ローラとメアリーはメアリーの盲学校進学を遅らせなければならないことを受け入れるが、父親はその分を補うために牛を一頭売ってしまう。メアリーの盲学校入学に両親が付き添った、ローラ、キャリー、グレースは一週間の間子供たちだけになった。メアリーの旅立ちによる寂しさを紛らわすために、彼女らは秋の大掃除をする。彼らはいくつかの失敗もあったがなんとか大掃除を終え、戻ってきた両親を驚かせた。秋になると、インガルス一家は町に引っ越しをする。彼らは、次の冬は前の冬ほど厳しくないと信じているが、所有権を主張している小屋は寒さに耐えられないので、危険を冒してそこに留まらないのが最善だと父親は考えた。
町では、ローラとキャリーは再び学校に通い、ローラは友人のミニー・ジョンソン、メアリー・パワーと再会する。また、アイダ・ブラウンという新しい少女にも出会う。アイダは、カンザス州のジョン・ブラウンと親戚であると主張する町の新任の牧師ブラウン牧師の養女である。プラム・クリーク在住時代の彼女の宿敵であったネリー・オルソンもデ・スメットに引っ越してきて、この学校に通っている。秋学期の教師は、アルマンゾの姉、イライザ・ジェーン・ワイルダーで、彼女も近くで自分の土地の所有権を主張している。ネリーがワイルダー先生とローラを敵対させたため、先生は一時的に学校の管理能力を失ってしまうが、教育委員会の訪問により秩序が回復する。しかし、ワイルダー先生は秋学期の終わりに退任する。
冬学期には、ワイルダー先生の代わりにクウェット先生が就任する。ローラは教員免許の申請まであと 1 年しか残っていないので勉強に取り組むが、デ・スメットの町が学校で文学集会 (literary meetings) を開き始めると気が緩んでしまう。毎週金曜日の夜、町全体が楽しみのために集まり、歌を歌ったり、弁論大会、単語の綴りの正確さを競ったり (スペリング・ビー)、または町の人々によって上演される劇やミンストレル・ショーが行われる。冬はとても穏やかなので、ローラとキャリーは学校を休むことはない。ベン・ウッドワースの誕生日パーティーの後、ローラとクラスメートは仲良くなり、彼女はクラスのトップのままであるにもかかわらず、勉強が遅れ始めている。彼女は失った時間を取り戻すために夏も勉強して過ごすことになる。次の学年には、また新しくオーウェン先生という教師が来る。教会の伝道集会 (church revival meetings) が開かれる一週間の間、アルマンゾは教会から家まで付き添わせてほしいと頼んだ。母親は、アルマンゾがまだ若いのに、しっかり大人の男性として振る舞っているので驚いた。
クリスマスが近づくと、学校のイベントが過密になるため、オーウェン先生は学業へのニーズの意識を高めるために学校展示会を企画する。彼はローラとアイダに、それまでのアメリカの歴史全体を朗読する役を与えた。緊張したにもかかわらず、学校の展示会で彼らは完璧に朗読し、キャリーも詩を朗読する。アルマンゾはローラを家に送り届け、製作中のカッター(マストが一本のヨット)が完成したらそりに連れて行こうと申し出る。
ローラは家に帰ると、ボースト氏とブリュースター氏に出迎えられる。彼らは、学校展示会で彼女のパフォーマンスを見て、町から12マイル（19キロ）離れたブリュースターの集落で教職に就いてほしいと言う。教育長がやって来て彼女をテストすることになる。彼女はまだ16歳になってはないが、教育長は彼女に3級の教員免許を与えてくれた。この小説は彼女が学校を教える準備をしているところで終わる。

## 歴史的な背景
ワイルダーは自伝的回想としてこの本を書き始めたが、これらは歴史小説とみなされており、多くの文学賞を受賞している。1941年、この小説は優れた児童文学として ニューベリー・オナー賞（ニューベリー賞の次点）を受賞した。米国中西部への定住を促進するために、議会は1862年にホームステッド法を可決した。この法は未定住の土地をいくつかのセクションに分割し、世帯主はわずかな金額で所有地として請求を行うことができた。1セクションは1平方マイル（2.6平方キロメートル）で、１件の請求でできるのは1セクションの 1/4 だった。タウンシップは36のセクションで構成されている。セクションは3つの数字で識別される。たとえば、セクション18、タウンシップ109、レンジ38が北西 1/4 になる。10ドルとその他の申請手数料を支払うことで、男性は５年間、東に帰ることを諦めずにそこに生活し続ければ、自分の使用のために160 エーカー（0.65平方キロメートル）の土地を得ることができる。インガルス家はプラムクリーク近くで1つの権利を主張した。1880年の春、チャールズはデ・スメットの南、セクション3、タウンシップ110、レンジ56の北東四分の一のホームステッドの所有権を申請した。この小説では1881年の夏から1882年12月24日までの出来事が語られる。メアリーは1881年11月23日にビントンにあるアイオワ盲学校に入学した。ダコタ準州政府は、視覚障害者がダコタ準州の住民であれば、盲学校で学ぶための授業料を支払ったが、メアリーが不在の家族を経済的に助けるためにローラの収入は依然として必要だった。
ローラの本の文脈では、ここでの「ネリー・オルソン」は『プラム・クリークの土手で』の登場人物であるが、彼女のキャラクターはローラが知っていた二人の少女、プラム・クリークのネリー・オーエンズとここのジュヌヴィエーブ・マスターズをひとつにしたものだった。実際には、インガルス一家が町を離れてから、彼女はプラムクリークの「ネリー」に二度と会うことはなかったのである。

## その後の出来事
小説はローラが学校教師として働き始めるところで終わるが、彼女と家族の人生はその後も続いていく。18歳で彼女はアルマンゾ・ワイルダーと結婚した。彼らは一緒に自家農園を作り、彼が愛した馬を育てた。彼らにはローズ・ワイルダー・レーンという娘がいたが、幼い頃に息子を亡くしている。レーンは成長していろんな職業を経て作家になった。ローラは、新聞や雑誌にエッセイや記事の形で何年にもわたって執筆したが、そのほとんどが自家農園の仕事に関連した記事だった。 彼女は各本の原稿を手書きし、ローズはそのタイプと編集を手伝った。ガース・ウィリアムズによる有名なイラストは、約20年後に改訂版のときのものである。

## 批評
ヴァージニア・カーカスは、1926年から1932年まで、ハーパー&ブラザーズ誌でワイルダーのデビュー小説『大きな森の小さな家』を児童書の編集者として担当していた。1933年からの彼女の半月刊誌であるカーカス・レビューで、彼女はこの小説に星付きのレビューを与えている。彼女は、「小さな家」シリーズの３作目から６作目までのすべての巻に星付きのレビューを書いている。それ以上はないだろう。この小説について彼女は「これらの本は、あたかもフィクションであるかのように三人称で書かれているが、実際には、後続の巻ごとにワイルダーの自伝の別のパネルが提供されている。ワイルダーが最初の作品を確保しているため、この本は前巻よりも明らかに年上の女の子向けである。学校の教師としてポストに就き、自分の学生時代を忘れてしまう。……どういうわけか、ほぼお嬢様のワイルダーは、荒野の子ほど現実的ではない」とアドバイスした。
この小説は、ワイルダーにとってニューベリー・オナーのシリーズ第4巻から第8巻までの5冊のうちの4冊目であった。

## 近年の影響

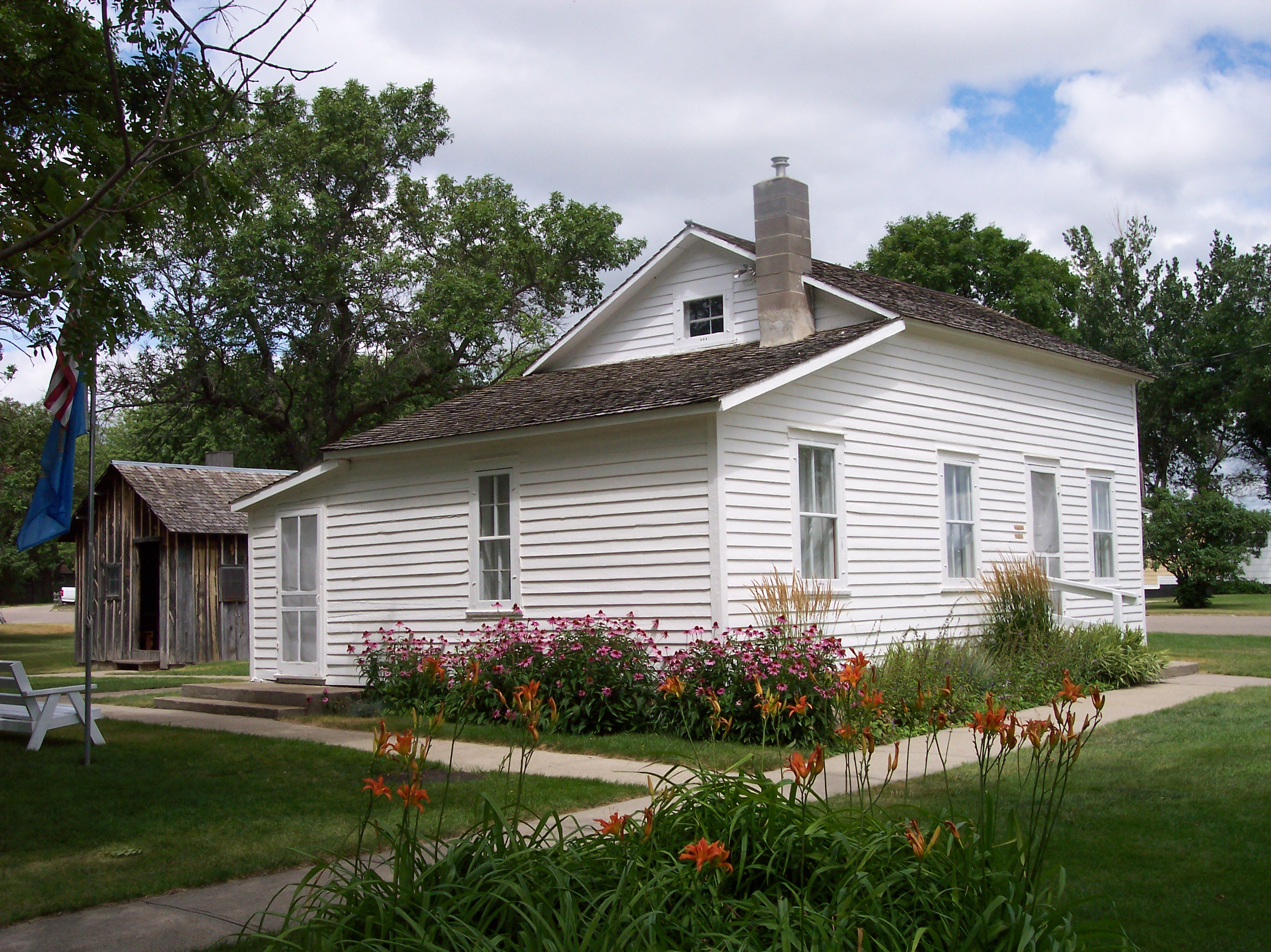
測量士の家はサウスダコタ州デ・スメットにあるローラ・インガルス・ワイルダーの史跡である。

今日、サウスダコタ州デスメットは、『シルバー・レイクの岸辺で』『長い冬』『大草原の小さな町』『幸せな黄金時代』『最初の4年間』の本に登場する史跡で多くのファンを魅了している。1879年から 1894 年までインガルス一家はデ・スメットに住み、家族の邸宅、チャールズが建てた町の家、ワイルダーが教えたブリュースター・スクール、および1879年から1880年にかけてインガルス一家が住んでいた測量士の家は訪問者に公開されている。
「小さな家」シリーズに加えて、4つのシリーズの本が「小さな家」シリーズを拡張し、5世代にわたるワイルダーの家族を網羅している。「小さなおうち」シリーズの成功を受けて、若い読者向けにオリジナルのストーリーを凝縮して簡略化した形式で紹介する2つのシリーズ （「小さなおうち」チャプターブックと「My First Little House Books」）を含む多くの関連書籍が出版された。ワイルダーの母親、キャロライン・イヤーズ、彼女の祖母、シャーロット・イヤーズ、そして彼女の娘、ローズ・イヤーズの物語を伝えるために追加のシリーズが書かれている。また、小さな家をテーマにした工芸品、音楽、料理本 もある。

## 日本語訳
- 鈴木哲子 訳『大草原の小さな町 (岩波少年文庫 3032 ローラ物語 3)』岩波書店、1957年
- こだまともこ・渡辺南都子 訳『大草原の小さな町 (講談社文庫―大草原の小さな家 6)』講談社文庫、1988年
- 谷口由美子 訳『大草原の小さな町 (岩波少年文庫)』岩波書店、2000年
- 足沢良子 訳『大草原の小さな町 (大草原の小さな家シリーズ 6)』そうえん社、2007年

## 文献
- Anderson, William. A Little House Reader. New York: Harper Collins publishers. 1998. ISBN 0-06-026394-6.
- Anderson, William. Laura’s Album: a remembrance scrapbook of Laura Ingalls Wilder. New York: HarperCollins Publishers. 1998. ISBN 0-06-027842-0.
- Anderson, William. Laura Ingalls Wilder: The Iowa Story. Burr Oak, Iowa. The Laura IngallsWilder Park and Museum. 2001. ISBN 0-9610088-9-X
- Anderson, William. Prairie Girl: The Life of Laura Ingalls Wilder. New York: HarperCollins Publishers. 2004. ISBN 0-06-028974-0
- Anderson, William. The Little House Guidebook. New York: HarperCollins Publishers. 1996. ISBN 0-06-446177-7
- Garson, Eugenia and Haufrecht, Herbert. The Laura Ingalls Wilder Songbook: Favorite Songs from the Little House Books. New York: HarperCollins Children’s Books. 1996. ISBN 0-06-027036-5
- Gormley, Beatrice. Laura Ingalls Wilder: Young Pioneer. New York: Aladdin Paperbacks. 2001. ISBN 0-689-83924-3
- Miller, John E. Becoming Laura Ingalls Wilder: The Woman Behind the Legend. University of Missouri Press. Columbia, Missouri. 1998. ISBN 0-8262-1167-4
- Wade, Mary Dodson. Homesteading on the Plains. Millbrook Press. Brookfield, Connecticut. 1997. ISBN 0-7613-0218-2.
- Wallner, Alexandera. Laura Ingalls Wilder. New York: Holiday House inc. 1997. ISBN 0-8234-1314-4.
- Ward,S. Meet Laura Ingalls Wilder. New York: Rosen Publishing Group. 2001. ISBN 0-8239-5712-8
- Wilder, Laura Ingalls. Dear Laura: Letters From Children To Laura Ingalls Wilder. New York: HarperCollins Publishers. 1996. ISBN 0-06-026274-5
- Wilder, Laura Ingalls. Little House in the Big Woods. New York: HarperCollins Publishers. 1953. ISBN 0-06-026430-6
- Wilder, Laura Ingalls.  A Little House Traveler: Writings from Laura Ingalls Wilder’s Journey Across America. New York: HarperCollins Publishers. 2006. ISBN 0-06-072491-9
- Wilder, Laura Ingalls. Little Town on the Prairie. New York: HarperCollins Publishers. 1969. ISBN 0-06-026451-9